# Asplenium anceps
Asplenium anceps es una especie de helecho diploide de la familia Aspleniaceae.

## Descripción
Es uno de los ancestros de los helechos que forman el complejo trichomanes. Vive exclusivamente en los tres archipiélagos más septentrionales de la región Macaronésica, es decir, es un endemismo macaronésico. Sus frondes son coriáceos como de plástico y el raquis es muy grueso, de color marrón rojizo brillante y está recorrido en toda su extensión por tres alas, dos en su cara superior que dibujan un surco y una tercera en su cara inferior, que es característica y exclusiva de esta especie, ya que todas las demás especies del complejo trichomanes carecen de ella. Una característica típica de este helecho, que comparte con todos sus descendientes híbridos ( Asplenium azoricum, Asplenium azomanes y Asplenium X tubalense ), es la existencia de una pequeña aurícula en la base de las pinnas medianas e inferiores dirigida hacia el apex de la lámina con uno o dos soros en su envés. 

## Hábitat
Crece a la sombra de bosques de Laurisilva y de pinares de alta montaña entre las piedras de las paredes y las grietas de rocas volcánicas orientadas hacia el norte y noroeste, sobre un sustrato de musgos y líquenes. 

## Distribución
Vive en las Islas Azores, Isla de Madeira e Islas Canarias.

## Híbridos
- Asplenium azoricum: híbrido alotetraploide por cruzamiento entre A. anceps y un ejemplar del complejo trichomanes.

## Taxonomía
Asplenium anceps fue descrita por Lowe ex Hook. et Grev.  y publicado en Icones Filicum 2(10): t. 195. 1830.
Etimología
Ver: Asplenium
anceps: epíteto que significa con "dos cabezas o dos bordes afilados".
Citología
Número de cromosomas de Asplenium anceps (Fam. Aspleniaceae) y táxones infraespecíficos: n=36
Sinonimia
- Asplenium trichomanes subsp. anceps